# Raymond-Joseph Loenertz
Raymond-Joseph Loenertz (ur. 10 czerwca 1900, zm. 31 sierpnia 1976) – luksemburski historyk, mediewista, bizantynolog, dominikanin.
Pochodził z Luksemburga. W młodości wstąpił do zakonu dominikanów, od 1930 pracował w ich Instytucie Historycznym. Zajmował się historią zakonu dominikanów oraz stosunkami pomiędzy Bizancjum i Łacińskim Zachodem.

## Wybrane publikacje
- Artykuły z lat 1932–1970 [w:] Byzantina et Franco–Graeca. Articles parus de 1935 à 1966. Réédités avec la collaboration de Peter Schreiner. Edizioni di Storia e Letteratura, Rome 1970.
- La Société des Frères Perégrinants. Istituto storico domenicano S. Sabina, Rome 1937.
- Les Recueils de lettres de Démétrius Cydonès. Biblioteca Apostolica Vaticana, Vatican 1947.
- The Apocalypse of Saint John. Authorized translation by Hilary J. Carpenter. Sheed & Ward, London 1948.
- Le Panégyrique de S. Denys l’Aréopagite par S. Michel le Syncelle. in: Analecta Bollandiana 68, 1950, pp. 94–107.
- Athènes et Néopatras: registres et notices pour servir à l'histoire des duchés catalans (1311-1394), Istituto Storico Domenicano, Rome 1955.
- Demetrius Cydones, Correspondance. Biblioteca Apostolica Vaticana, Vatican 1956.
- (współautor edycji: Antonio Garzya): Procopii Gazaei Epistolae et Declamationes. Buch-Kunstverlag, Ettal 1963 (Studia Patristica et Byzantina, 9).
- (współautor: Johannes Maria Hoeck), Nikolaos-Nektarios von Otranto, Abt von Casole. Beiträge zur Geschichte der ost-westlichen Beziehungen unter Innozenz III. und Friedrich II. Buch-Kunstverlag, Ettal 1965 (Studia patristica et Byzantina, 11).
- Byzantina et Franco–Graeca. Articles parus de 1935 à 1966. Réédités avec la collaboration de Peter Schreiner. Edizioni di Storia e Letteratura, Rome 1970.
- (współautor: Peter Schreiner), Les Ghisi. Dynastes venitiens dans l’Archipel, 1207–1390. L. S. Olschki, Florence 1975.
- Byzantina et Franco–Graeca. Series altera. Articles choisis parus de 1936 a 1969. Républiés avec la collaboration de Pierre Marie De Contenson, Enrica Follieri et Peter Schreiner. Edizioni di storia e letteratura, Rome 1978.